# La Torre de Cabdella
La Torre de Cabdella là một đô thị trong tỉnh Lleida, cộng đồng tự trị Cataluña Tây Ban Nha. Đô thị La Torre de Cabdella có diện tích là 165,27 ki-lô-mét vuông, dân số năm 2009 là 791 người với mật độ 4,79 người/km². Đô thị La Torre de Cabdella có cự ly km so với tỉnh lỵ Lleida.